# Kaikilani
Kaikilani, född cirka 1550, död cirka 1605, var en regerande drottning eller hövding över ön Hawaii från 1575 till 1605. Hon var den 17:e Alii Aimoku av Hawaiʻi. Ett annat namn på henne är Ka'ikilani'ali'iwahine'opuna. Hon var formellt samregent med sina två äkta män, men vr de facto ensam regent.  

## Biografi
Kaikilani var dotter till halvsyskonen prins Kukailani och prinsessan Alii Kaohuki-o-kalani. Enligt legenden härstammade Kaikilani även från en skeppsbruten sjöman från Kastilien. Hon gifte sig med sina kusiner, prins Alii Kanaloakuaana och prins Alii Lonoikamakahiki, som var halvbröder och båda söner till kung Keawe-nui-a-'Umi av Hawaii. 
Då Kaikilanis farbror och svärfar kung Keawenui avled 1575, utnämnde han henne till sin efterträdare. Initialt regerade hennes äldre make, Kanaloakuaana, som regent för sin yngre bror, hennes andre man Lonoikamakahiki. Kanaloakuaana inledde en undersökning om Lonoikamakahikis kompetens som krigare, rådgivare och hövding, och efter att denne hade klarat rättegången utnämnde Kaikilani Lonoikamakahiki till sin medregent. Hennes regering beskrivs som fridfull och framgångsrik. Den mest kända händelsen var hennes konflikt med den ena av sina makar, Lonoikamakahiki.    
En dag åtföljde Kaikilani sin andre make Lonoikamakahiki på en resa runt öarna. Då paret vid ett tillfälle satt och spelade, ska de ha hört ett rop, som kallade tillbaka Kaikilani till sin älskare. Lonoikamakahiki frågade henne då om hon hade varit otrogen, och då hon svarade ja, ska han ha tappat fattningen av svartsjuka, slagit ned henne och övergivit henne. 
Då hon återvände till Hawaii hade nyheten om deras konflikt nått före henne. Man trodde att Lonoikamakahiki hade mördat henne och alla hövdingar utom Pupuakea av Kau hade förklarat krig mot Lonoikamakahiki under ledning av hennes andre make Kanaloakuaana. Kaikilani lämnade då Hawaii igen och reste till den enda hövdingen som inte hade deltagit i krigsförklaringen, och samlade en styrka för att försvara Lonoikamakahiki. Hon reste sedan till Oahu, där Lonoikamakahiki befann sig, för att övertala honom att leda styrkan. Då hon nådde fram, satt han med ryggen mot henne som ett tecken på att han inte hade förlåtit henne. Hon hade dock förlåtit honom, och sjöng därför en sång för att påminna honom om deras gemensamma förflutna. Då hon hade slutat sjunga, vände han sig om, och deras återförening var då fullständig.
Kaikilani hade en son och två döttrar med sina två makar: sonen Keakealani-kane blev hennes efterträdare, dottern Alii Keali'i-o-kalani gifte sig med sin bror och blev gemålsdrottning, och den yngsta dottern Alii Kalani-o-'Umi gifte sig med sin kusin prins Alii Umi-nui-kukailani.